# Andrzej Czaja
Andrzej Konrad Czaja (ur. 12 grudnia 1963 w Oleśnie) – polski duchowny rzymskokatolicki, doktor habilitowany nauk teologicznych, biskup diecezjalny opolski od 2009.

## Życiorys
Urodził się 12 grudnia 1963 w Oleśnie. W latach 1978–1982 kształcił się w Liceum Ogólnokształcącym im. Lotników Polskich w Oleśnie, gdzie zdał egzamin dojrzałości. W latach 1982–1988 studiował w Seminarium Śląska Opolskiego w Nysie. Święcenia diakonatu otrzymał 25 października 1987 w Nysie przez posługę Gerarda Kusza, biskupa pomocniczego opolskiego. Święceń prezbiteratu udzielił mu 11 czerwca 1988 w kościele Najświętszego Serca Pana Jezusa w Kluczborku inny biskup pomocniczy opolski Jan Bagiński. W latach 1989–1993 odbył studia specjalistyczne w zakresie teologii dogmatycznej na Katolickim Uniwersytecie Lubelskim, gdzie w 1994 uzyskał doktorat na podstawie dysertacji Jedna Osoba w wielu osobach. Pneumatologiczna eklezjologia Heriberta Mühlena.
W latach 1988–1989 był wikariuszem w parafii św. Józefa w Zabrzu. W 2005 został kapelanem wspólnoty modlitewnej przy parafii Najświętszego Serca Pana Jezusa w Raciborzu.
W latach 1996–1998 przebywał na stypendium naukowym w Instytucie Ekumenicznym im. Johanna Adama Möhlera w Paderborn, gdzie przygotowywał rozprawę habilitacyjną Credo in Spiritum Vivificantem. Pneumatologiczna interpretacja Kościoła jako komunii w posoborowej teologii niemieckiej. W 2003 na Katolickim Uniwersytecie Lubelskim zdał kolokwium habilitacyjne, po którym uzyskał habilitację z nauk teologicznych w zakresie teologii dogmatycznej. W 1993 został asystentem, a w 1999 adiunktem na Wydziale Teologii Katolickiego Uniwersytetu Lubelskiego. W 1994 objął stanowisko adiunkta na Wydziale Teologicznym Uniwersytetu Opolskiego, a w 2005 stanowisko profesora Katolickiego Uniwersytetu Lubelskiego. W 2004 został mianowany kierownikiem Katedry Pneumatologii i Eklezjologii na Wydziale Teologii Katolickiego Uniwersytetu Lubelskiego, a także kierownikiem Katedry Zasad Ekumenizmu na Wydziale Teologicznym Uniwersytetu Opolskiego. Objął również funkcję kuratora Katedry Teologii Rodziny Katolickiego Uniwersytetu Lubelskiego. W latach 1999–2003 był kuratorem Koła Naukowego Teologów Katolickiego Uniwersytetu Lubelskiego, organizując w tym czasie Tygodnie Eklezjologiczne. Pełnił funkcję sekretarza Rady Wydziału Teologii Katolickiego Uniwersytetu Lubelskiego. Był współautorem reformy studiów teologicznych na tym uniwersytecie. Koordynował zjazd absolwentów z okazji 75-lecia KUL-u. W latach 1995–2000 pełnił funkcję sekretarza Sekcji Dogmatycznej Teologów Polskich. Wszedł w skład Rady Naukowej Laboratorium „Więzi”. Wraz z Elżbietą Adamiak i Józefem Majewskim napisał podręcznik akademicki teologii dogmatycznej Dogmatyka, opracował również hasła do Leksykonu Duchowości Katolickiej i Leksykonu Teologii Fundamentalnej.
14 sierpnia 2009 papież Benedykt XVI mianował go biskupem diecezjalnym diecezji opolskiej. 29 sierpnia 2009 otrzymał święcenia biskupie i odbył ingres do katedry opolskiej. Głównym konsekratorem był arcybiskup Alfons Nossol, poprzedni biskup diecezjalny opolski, zaś współkonsekratorami Damian Zimoń, arcybiskup metropolita katowicki, i Jan Wieczorek, biskup diecezjalny gliwicki. Na swoje zawołanie biskupie przyjął słowa „Astare coram Te et Tibi ministrare” (Trwać przed Tobą i Tobie służyć). Jako biskup diecezjalny opolski objął urząd wielkiego kanclerza Wydziału Teologicznego Uniwersytetu Opolskiego.
W ramach prac Konferencji Episkopatu Polski objął funkcję przewodniczącego Komisji Nauki Wiary, Komisji Duszpasterstwa i Zespołu ds. Ruchów Intronizacyjnych, a także został członkiem Zespołu ds. Kontaktów z Polską Radą Ekumeniczną, Zespołu ds. Stypendiów Naukowych i Językowych, Rady ds. Ekumenizmu i Rady ds. Duszpasterstwa Młodzieży oraz Rady Stałej.
Uczestniczył w sakrze biskupa pomocniczego diecezji opolskiej Rudolfa Pierskały (2014) oraz był konsekratorem Waldemara Musioła (2022).

### Zdrowie
W 2014 u biskupa stwierdzono pierwotne stwardniające zapalenie dróg żółciowych. 19 lipca 2023 przeszedł operację przeszczepienia wątroby. 